# NGC 3135
NGC 3135 est une galaxie spirale située dans la constellation de la Grande Ourse. NGC 3135 a été découverte par l'astronome britannique John Herschel en 1828.

## Caractéristiques
Sa vitesse par rapport au fond diffus cosmologique est de 7 424 ± 15 km/s, ce qui correspond à une distance de Hubble de 109,5 ± 7,7 Mpc (∼357 millions d'al).
Selon la base de données Simbad, NGC 3135 est une galaxie LINER, c'est-à-dire une galaxie dont le noyau présente un spectre d'émission caractérisé par de larges raies d'atomes faiblement ionisés.